# Tofaş Spor Kulübü
Il Tofaş Spor Kulübü è una società cestistica avente sede a Bursa, in Turchia. Fondata nel 1974, gioca nel campionato turco.
Disputa le partite interne nella Bursa Atatürk Spor Salonu, che ha una capacità di 3.500 spettatori.

## Palmarès
- Campionato turco: 2

1998-1999, 1999-2000
- Coppa di Turchia: 3

1993, 1999, 1999-2000
- Coppa del Presidente: 1

1999
- Türkiye Basketbol Ligi: 1

2015-2016

## Roster 2021-2022
Aggiornato al 27 agosto 2021.
|    | Naz.                                    | Ruolo | Sportivo          | Anno | Alt. | Peso |  |
| -- | --------------------------------------- | ----- | ----------------- | ---- | ---- | ---- |  |
| 1  | Croazia (bandiera)                      | C     | Tomislav Zubčić   | 1990 | 211  | 110  |  |
| 4  | Turchia (bandiera)                      | AG    | Berke Büyüktuncel | 2004 | 202  |      |  |
| 5  | Turchia (bandiera)                      | P     | Berk Uğurlu       | 1996 | 192  | 87   |  |
| 7  | Turchia (bandiera)                      | G     | Batın Tuna        | 2003 | 197  | 84   |  |
| 10 | Turchia (bandiera)                      | P     | Bora Satır        | 2002 | 190  | 90   |  |
| 11 | Stati Uniti (bandiera)                  | C     | Jeremy Simmons    | 1989 | 203  | 104  |  |
| 16 | Nigeria (bandiera) · Turchia (bandiera) | AG    | Ege Demir         | 2004 | 207  | 111  |  |
| 35 | Turchia (bandiera)                      | P     | Ömer Ege Peksarı  | 2003 | 194  |      |  |
| 12 | Turchia (bandiera)                      | AG    | Hamza Çelik       | 2003 | 211  |      |  |
| 77 | Turchia (bandiera)                      | C     | Muhsin Yaşar      | 1995 | 205  | 102  |  |
|    | Turchia (bandiera)                      | G     | Yiğit Arslan      | 1996 | 194  | 82   |  |
|    | Stati Uniti (bandiera)                  | AP    | Elgin Cook        | 1993 | 196  | 95   |  |
|    | Messico (bandiera)                      | G     | Francisco Cruz    | 1989 | 191  | 98   |  |
|    | Stati Uniti (bandiera)                  | P     | Kasey Shepherd    | 1994 | 191  | 81   |  |
|    | Turchia (bandiera)                      | AG    | Emre Tanışan      | 1999 | 206  | 104  |  |

### Staff tecnico
| Allenatore: | carica vacante                                 |
| Assistente: | Yalçın Küçüközkan, Sedat Özyer, Ömer Kahyaoğlu |